# 光陰的故事
《光陰的故事》（英語：Time Story）是中國電視公司（中視）2008年八點檔連續劇之一，由陳怡蓉、黃騰浩、賴雅妍、楊一展、馬念先等主演，製作人是王偉忠與王珮華，製作單位是風賦國際娛樂與王珮華工作室，開鏡時間為2008年9月26日，殺青時間為2009年1月20日上午10:00（UTC+8，以下皆同），是風賦國際娛樂第一部連續劇。

## 播出時間

### 首播
- 中視無線台自2008年11月10日至2009年2月17日每週一至週四20:00～22:00首播，當日首播後於23:00～01:00及翌日13:00～15:00重播。
- 中天綜合台自2009年2月2日起每週一至週五20:00～21:00首播，每週一至週五07:00～08:00與14:00～15:00重播。
- 中天娛樂台自2009年4月13日起每週一至週四23:00～00:00首播，每週二至週五10:00～11:00重播。
- 新传媒8频道自2010年10月22日起每周一至五16：30～17：30首播。
- 公視主頻自2011年11月24日起每周一至五08：30～09：30首播。
- 台灣宏觀電視自2012年12月4日起每週一至五20：00～21：00首播。
- 八大第一台自2015年8月12日起每週一至週五20：00 ~ 22：00首播。
- 八大第一台自2016年1月3日起每週六、週日16：00 ~ 18：00首播。

## 概要
《光陰的故事》是一部以中華民國政府遷台後產生的本省人、外省人族群融合與眷村文化為背景所拍攝的連續劇，主要呈現台灣1960年代至1990年代一個虛構的眷村「自強一村」中幾個家庭間所圍繞的故事，宛如當年台灣人民的生活縮影，展現出台灣社會文化的轉變與當時人們的生活方式。與其他頻道同檔期戲劇不同的是，《光陰的故事》透過懷舊的方式，引起社會大眾的共鳴，喚起更多當年的記憶，且時代背景落在大多數青少年父母的青春年代，讓現代年輕人能藉此瞭解自己父母的過去。劇中片頭曲、插曲及片尾曲皆由滾石國際音樂提供。

## 登場人物

### 孫家
| 角色   | 演員                | 介 紹 |
| 孫玉章 | 樊光耀              | 孫爸，河南省人，中華民國陸軍某軍團士官，講話時有濃厚的河南口音，孫美紋、孫琳熙之舅舅。民國16年生。他原本早已放棄結婚，卻因在觀賞電影《金鳳》時被陳秀好踩住腳，對當時滿身爛泥的陳秀好一見鍾情。在該軍團的朱團長的接洽之下，與陳秀好結婚，兩人相差20歲，只比岳父小5歲，兩人育有兩女一男。是個顧家且深愛妻兒的好丈夫 |
| 陳秀好 | 黃嘉千              | 孫媽，後改陳秀好，本省籍，民國36年生，孫美紋、孫熙琳之舅媽。18歲時在觀賞電影《金鳳》時意外結識孫爸而與孫爸結婚。她感念孫爸對她的好，說什麼也要替孫家生個男孩傳香火；生下再美之後，終於讓她如願以償生下了唯一的男丁（孫家柱）。她性格開朗、急公好義的個性，深深影響著孫一美。阿芬的好朋友。 |
| 孫一美 | 陳怡蓉 傅珮慈(幼年) | 孫家養女，阿芬之女。1965年12月4日出生，就讀啟英高中。個性耿直單純，同時受到孫媽急公好義的性格影響，養成「見不得別人不好」的雞婆個性。寧可自己受委屈，也不讓家人、朋友受苦。被馮媽斷言因其無憂無慮的樂天性格，而是個好命女孩。被陶復邦評為「單純、死心眼，是適合娶回家的好女孩」。因容貌出眾、品學兼優的汪茜茜，而有著婢女情結。從小暗戀陶復邦，因陶復邦眼裡只有汪茜茜，而抱持著「祝福也是一種愛」的想法幫助陶復邦排除戀情上最大的障礙「許毅源」，反而因此使許毅源看見她的好而展開追求，被毅源真誠告白感動而答應交往。重考考上中國文化大學戲劇系，從當演員混到道具組，因為有村子裡所有人的幫忙，終於在道具組找到一席之地。在畢業舞會時，因為毅源失約決定分手，後來經過一家三口的幫忙談戀愛，及自己主動求婚下，終於讓不婚的毅源點頭，順利成為了許太太，生了一個女兒多美。民國85年在電視台擔任執行製作，後來跟許毅源說想把這村子的故事寫成一個劇本，過不久完成作品，最後翻拍成電視劇。 |
| 孫再美 | 林雨宣 陳芝坊(幼年) | 孫家老二，1967年生，就讀復興高中，後來考上靜宜女子文理學院。膽小怕事，有狀況只會藏在孫一美的身後，反正天塌下來也有一美頂著。看了很多言情小說、對於愛情有著獨到見解的再美，是一美戀情上的小幫手。幫助認定的姊夫許毅源排除情敵朱磊，使朱磊因此注意到其文學上的才華。最終與朱磊交往。 |
| 孫家柱 | 林豈右 黃誠霖(幼年) | 孫家老幺，1969年出生，就讀中正高中。綽號「柱子」，心直口快、沒心機，愛撒嬌跟打小報告，之後很快就被許毅源收服了。 |
| 陳阿西 | 陳博正              | 陳秀好之父，孫玉章的岳父，只會講台語，大正11年生。由於孫玉章在與陳秀好結婚之後才坦承自己比陳秀好大20歲(只比自己小5歲)，使他最初對孫玉章很不滿。孫玉章為了與他溝通，操著河南口音，努力學閩南語，以閩南語尊稱他為「阿爸」，並在黛納颱風過境時搶救他逃離已被颱風灌進強風暴雨的陳家，兩人的隔閡才得以消除，未有妻子或女友。 |

### 陶家(建安麵攤)
| 角色          | 演員                | 介 紹 |
| 陶建安        | 黃仲崑              | 河北省人，個性火爆，講話大聲。與其妻在戲院門口經營一個小麵攤維生，夫妻兩人育有兩男。他對大兒子復邦管教甚嚴，篤信「不打不成器」；對二兒子復華則抱有很大期望。小說版將麵攤交由復華和拍雄經營，搬至桃園與復邦同住，專心含飴弄孫。 |
| 方 萍         | 夏 禕               | 陶建安之妻，支持陶建安「不打不成器」政策。她在與陶建安結婚之前，在某戲班扮演花臉。大嗓門的程度，不會輸給陶建安。陶復邦空軍官校畢業後與妮妮結婚，同年，因子宮頸癌辭世。一心一意希望孫一美成為自己的媳婦。 |
| 陶復邦        | 楊一展 李傅剛(幼年) | 陶家長子，個性衝動但孝順。就讀啟英高中期間，在校學業成績太差，被校方勒令留級，是校方與村中長輩們眼中的「問題學生」。他是村裡的孩子王，從小就喜歡汪茜茜，「汪茜茜歸我保護」是他從小到大奉行的唯一準則。經常為了茜茜衝動行事，使茜茜因此遭陶父、陶母誤解。因為家庭因素與茜茜分手後，被迫一夜長大。考上空軍官校，以第一名畢業。與軍校處長的女兒妮妮結婚，心裡卻始終沒有放下茜茜，導致婚姻生活並不愉快。多年後離婚，終與茜茜修成正果。 小說版：未離婚，與妮妮育有一女喚作娃娃。始終欲與茜茜敘舊，卻總陰錯陽差。最後在二十多年後於曼谷機場與茜茜巧遇，並見到兒子。對茜茜丈夫與兒子的相貌心領神會。 |
| 陶復華        | 張 捷 薛羽哲(幼年)  | 陶家次子，從小品學兼優，是村中長輩們眼裡的模範生。建國中學高二時因大學聯考壓力太大而吸食強力膠，後疑似吸食過多強力膠而造成神智不清、智力退化，被送入療養院休養，康復後回家裡麵攤幫忙。小說版中與拍雄以「兩兄弟」為號發展麵攤事業。 |
| 汪永安 陶永安 | 李傅剛              | 許多美之男友，陶復邦、汪茜茜之子，1984年生，小名「毛毛」。在一回，生病的陶媽疑似知道這小孩是復邦的兒子下，去探望輔生產完的茜茜，並詢問其身世，茜茜未正面回應，僅希望陶媽幫忙起名，陶媽希望這孩子永遠平安便取名為永安。小說版：僅於尾聲露面，最後與許多美交往。 |

### 張家
| 角色   | 演員                  | 介 紹 |
| 張澤民 | 柯叔元                | 來自哈爾濱，以跑船維持家中龐大開銷，家裡有十個人。個性善良，敦厚穩重，童心未泯。雖然有一半的家人與他沒有血緣關係，他仍將他們視如己出，甚至未讓其妻與汪姓前夫所生的三女一男（汪娟娟、汪茜茜、汪軍豪、汪盈盈）改姓張。後在船難中失蹤，就此毫無音訊。 |
| 劉素英 | 王靜瑩                | 張澤民之妻，原籍上海。與死於肺癆的前夫汪志剛育有三女一男。前夫死後，她改嫁張澤民，與張澤民育有一對龍鳳胎。命運乖舛。小說中此人結局為：最後在茜茜安排下移民加拿大。 |
| 汪娟娟 | 紀文惠 石井美佳(幼年) | 張家長女，幼時罹患小兒麻痺症，導致終身不良於行。她嚮往和弟妹一樣有雙健全的腳，久而久之，嚮往變成羨慕，羨慕變成嫉妒，言語刻薄。擅於編織，曾喜歡許毅源，後與馮拍雄結婚。 |
| 汪茜茜 | 賴雅妍 洪岑(幼年)     | 張家次女，遺傳了母親的美貌，是眷村裡的大美人。由於汪娟娟的不良於行，奠定她一力扛下照顧一家周全的老大性格。雖愛玩但又會讀書，高中就讀北一女中，並擔任北一女中儀隊隊長，大學考上政大新聞系，是村子裡最聰明的女孩。曾與許毅源互相喜歡，但因知道娟娟喜歡許毅源而退讓，選擇與陶復邦交往。家庭因素造就的倔強個性使自己情路走來格外崎嶇坎坷。和復邦分手後，懷著永安和Paul（保羅）結婚，並在加拿大進修拿到大學學位。多年後離婚，和復邦終於修成正果。 小說中此人結局為：到了加拿大才發現保羅已有妻室，在孤立無援之時遇見一位相貌與張叔神似的男人出手相助，後共結連理。與台灣親友書信互動頻繁，卻總是錯過與復邦敘舊的機會。最後與復邦在曼谷機場重逢。 |
| 汪軍豪 | 陳翊睿 林廷澔(幼年)   | 喜歡音樂，並有個好歌喉。曾被復邦、拍雄拱去代表全村參加《六燈獎》，後來因失聲而由朱磊替之。小說版：無戲份，後由茜茜安排移民加拿大。 |
| 汪盈盈 | 吳婉君 李容瑄(幼年)   | 表面上是一個十分乖巧的孩子，實際上卻喜歡偷拿家裏的錢買東西，甚至偷了陶家的錢，最後被娟娟發現。小說版：無戲份，後由茜茜安排移民加拿大。 |
| 汪奶奶 | 曾 晴                 | 汪志剛之母。其子死後，素英改嫁張澤民，她跟著素英進了張家，認為自己是「張家的局外人」，養成了唯唯諾諾的個性。小說版：由茜茜安排移民加拿大。 |
| 張奶奶 | 台鳳                  | 張澤民的寡母，劉素英的婆婆。她是一個典型的中國東北婦女，個性強悍且嚴厲，心直口快，講話毫不留情面，但絕非反派。對茜茜疼愛有加。小說版：由茜茜安排移民加拿大。 |
| 張瑞瑞 |                       | 張澤民與劉素英之女，與張軍偉為雙胞胎。小說版：無戲份，後由茜茜安排移民加拿大。 |
| 張軍偉 |                       | 張澤民與劉素英之子，與張瑞瑞為雙胞胎。小說版：無戲份，後由茜茜安排移民加拿大。 |
| 張泽蕙 | 媛 媛                 | 張奶奶嫁到香港的女兒，張澤民的大姐，詐領張澤民的船公司賠償金。 |
| 林國泰 | 郑文华                | 張奶奶的香港女婿，張澤民的大姐夫，詐領張澤民的船公司賠償金。 |

### 許家
| 角色   | 演員   | 介 紹 |
| 許父   | 聶秉賢 | 喜歡酗酒鬧事，出事了就讓其妻兒收拾殘局。教唆年幼的兒子偷錢，兒子偷不到錢就將其痛打一頓、關狗籠。甚至為了領保險金，想把兒子淹死。是一個極度不負責任的父親。他曾向陶父勒索新台幣五萬元，後因酒醉與人衝突被砍死於路邊。小說版：為富家公子，與許母相戀後另娶他人，卻又在散盡家財後糾纏舊愛。 |
| 許母   | 桑 妮  | 有著傳統女性吃苦、認命的性格。面對其丈夫惡行惡狀，也只會逆來順受。一開始在陶家麵攤旁賣切仔麵維生，後收起攤子生意，在陶家麵攤幫忙，合力把陶家麵攤擴大經營成「陶家麵館」。毅源和一美結婚後，到山上禮佛誦經幫過世的丈夫消除罪業。 |
| 許毅源 | 黃騰浩 | 許家的獨子，綽號「一元」，私立五專肄業。電視劇出場時未滿二十歲 （页面存档备份，存于）。小說版設定在其出場時已二十二歲，為了給母親幸福，而在當兵後回到校園。表面放蕩不羁、兄弟味濃厚，給人浪子、流氓形象。實則懂事孝順、成熟穩重、細心、善於觀察別人、交際手腕極佳。對於只會惹是生非的父親有著難以解開的心結，甚至被父親做得惡事給激怒而差點手刃親父。與陶復邦是「不打不相識」的好朋友。一開始喜歡與自己個性相近、代表著更加美好自己的汪茜茜。但茜茜選擇了復邦，受一美影響後祝福放手。曾希望能和茜茜攜手尋找夢中那片讓自己哭醒的「充滿幸福與夢想閃閃亮亮的沙灘」，熟識一美後察覺單純善良的一美就是那片心所嚮往「閃閃亮亮的沙灘」，因此開始追求一美，卻發現招數用盡，一美仍未發現他的心意，最終用真誠表白感動一美，並說服秀好讓他們交往。因為源自那二分之一的父親血緣而感到自卑，害怕變成父親那樣的人而認為自己不配擁有常人般幸福，因此篤定不婚。而一美純粹的愛使他得到上岸的力量，最終擁有渴望已久的幸福家庭。婚後對一美及孫家人非常好，總喜歡聽著一美說著公司或村子裡的大小事，雖然偶爾會睡著，但多半很認真聽，並樂在其中，因為這就是他所嚮往的家庭生活。在對待小孩上，喜歡鼓勵勝過打罵，總會與多美講道理，扮演著慈父的角色。 |
| 許多美 | 傅珮慈 | 許毅源與孫一美之女，1989年出生。跟一美一樣不太愛唸書，會與一美頂嘴，因此總讓一美拿著棍子追著她打。每次惹媽媽生氣都會找救兵（孫媽、孫爸、阿公），最後都在毅源講道理教導下，與一美道歉。 在電視劇中與小說版中都有發現郝伯騙小孩的詭計，就是抽獎的號碼裡根本沒有傳說中能中玩具手槍的那組數字 |

### 馮家
| 角色           | 演員                | 介 紹 |
| 馮爸爸         | 董至成              | 在拍雄小時候是拾荒者，後經孫爸介紹成為台灣省公路局司機。由於經濟能力不佳，無法讓妻子和兒子過好生活，對兩人愧疚很深，但確實是個深愛家人的好父親。 |
| 馮媽媽（小君） | 吳玟萱              | 出身大戶人家，上海復旦大學畢業的千金女。面貌姣好，容姿端麗，經常穿著母親縫製的旗袍。原有美好人生，但因為戰爭被迫和家人分離。逃難時被其父逼迫嫁給馮爸爸，跟他來到台灣。她因思鄉過度加上生病發燒，導致精神異常，一心巴望著返鄉和娘團聚，經常以正式裝扮於村口等船，逢人就問「船到了嗎」、「你也來等船呀」。雖然被人認為精神錯亂，卻時常能說出金玉良言替有著煩惱的人們解惑，是最好的傾聽者。 |
| 馮拍雄         | 馬念先 魏仕昇(幼年) | 馮家的獨子，就讀啟英高中。馮媽媽原本將其命名為「馮柏維」，但馮爸爸在報戶口時誤把「柏維」寫成了字形相近的「拍雄」，只好將錯就錯、直接以「拍雄」為其名。他討厭旁人用異樣的眼光看待其母，間接養成了自卑的個性。他崇拜陶復邦，尊陶復邦為「大哥」，同時認陶爸爸、陶媽媽為乾爹、乾媽。高中畢業後獲陶家傳授手藝，並成為陶家麵館的第二代經營者。最後與汪娟娟結婚。                               |

### 朱家
| 角色   | 演員                | 介 紹 |
| 朱贊福 | 邰智源              | 中華民國陸軍上校，孫玉章所屬的軍團的團長。個性頤指氣使、好大喜功，喜歡吹牛。他主動陪同孫玉章去陳秀好家，向陳父說媒，並致贈一塊黃金與一台美國製收音機給陳家作為聘禮。在朱磊赴美國求學時，舉家移民美國。 |
| 朱媽媽 | 陳幼芳              | 朱贊福之妻，以「貴婦」身分自居。她個性刻薄，人緣欠佳，自我感覺卻異常良好。口頭禪是：「總有一天，我要搬離開這個爛地方！」在朱磊赴美求學時，隨夫、子女移民美國。晚年中風不良於行，朱磊陪同回到家鄉探視老鄰居，而見到老鄰居的第一句話是「我回來了，我回家了」。 |
| 朱 磊  | 寇家瑞 陳柏年(幼年) | 朱家的長子，養尊處優，但個性善良。暗戀孫一美，卻找不到表白的機會。在第21集中，他參加中視才藝競賽節目《六燈獎》的〈校園歌曲演唱〉單元，參賽歌曲為〈龍的傳人〉，因搶拍、唱錯歌詞與忘詞而只得到兩個燈（總燈數為六個燈），慘遭淘汰。高中就讀建國中學，大學考上國立清華大學數學系。大學畢業後即赴美國求學，全家移民美國。最終向再美告白：「因為在美國等不到妳，所以就回來了。」 |
| 朱 虹  | 張可昀 賴曉誼(幼年) | 朱家的長女，身材臃腫，個性任性且嬌嗔，在北一女中與汪茜茜是同班同學，畢業後考上銘傳商專三專部。她暗戀許毅源，但許毅源並不領情。後以筆名「小詩」與馮拍雄成為筆友，並喜歡拍雄，但被拍雄拒絕。在朱磊赴美國求學時随家人移民美國。 |

### 郝家(郝記雜貨店)
| 角色   | 演員                    | 介 紹 |
| 郝爸爸 | 趙 舜                   | 「郝記雜貨店」老闆，外貌似沒道德的商人，用不存在的數字來拐村中的小孩抽獎。最疼愛小東。但其實很有愛心，曾捐錢給馮家。                                     |
| 郝小東 | 陳金富(哞) 羅靖堯(幼年) | 郝爸爸之子，個性悶騷、嘴賤，就讀啟英高中，重考兩年，最後勉強考上私立夜二專。他從小就是孫一美、陶復邦、馮拍雄的好朋友，只要察覺有好事，他會趕緊告訴他們。 |

### 其他
| 角色         | 演員                | 介 紹 |
| 麻花叔       | 朱德剛              | 一美的乾爹。逃難時與妻兒失散，靠著四處賣「天津大麻花」尋找妻兒的下落，把村子裡的孩子們當作自己的孩子。後來真與妻兒團圓。 |
| 何教官       | 管謹宗              | 陶復邦的啟英高中教官，何湘穎的父親。 |
| 何湘穎       | 辛 靜               | 教官的女兒，就讀啟英高中，學業成績優秀。暗戀陶復邦，常默默幫助陶復邦。 |
| 劉敏蕙       | 袁艾菲              | 就讀啟英高中，馮拍雄的初戀女友，被馮媽嚇跑。 |
| 唐語萱       | 郭亞棠              | 就讀啟英高中，馮拍雄的前女友，因誤會拍雄和茜茜而跟拍雄分手。 |
| 邰國年       | 趙思碩              | 汪娟娟的筆友。 |
| 李家怡       | 吳以琳              | 朱磊的大學同學，非朱磊女友，卻是朱媽媽認定的朱磊女友。 |
| Paul（保羅） | 夏克立              | 汪茜茜的西洋丈夫。很愛茜茜，即使知道茜茜並不愛他，也知道茜茜的小孩不是他的，仍承諾用金錢照顧茜茜的家人。因為事業壓力加上茜茜難忘舊情的態度曾失控對茜茜動粗。後來一起搬去加拿大，茜茜完成學業後，和茜茜和平離婚。小說版：已婚人士，在茜茜準備商量婚禮事宜時鬧失蹤。 |
| 沈妮妮       | 許瑋甯              | 個性驕縱任性，但性格開朗，面對感情敢採取主動追求的態度，因此和失意的陶復邦結婚，成為陶復邦之妻。對陶復邦難忘舊情的態度耿耿於懷，導致倆人婚姻生活長期不睦。多年後受到一美的開導而主動放手離婚。 小說版：因男友意外身亡，被父親刻意安排與陶復邦相識，並受復邦與茜茜的沒有結果的戀情吸引。最後和復邦成為歡喜冤家，並育有一女。 |
| 阿 芬        | 王美雪              | 孫一美的親生母親。因為識人不清交到流氓男友，導致入獄八年，在牢中生下一美，為了一美將來好，不得已把她送給最好的朋友陳秀好收養。出獄後遠赴日本生活，後返台想要回一美、與一美相認。但後來發現一美在秀好的照顧下，不僅乖巧孝順還非常富有同情心，因此決定不打擾一美生活，黯然回去日本。離開台灣的那天，秀好帶著一美去送機，並告訴一美她的生世，一美無法接受轉身離去。回到日本後，寄給一美從小到大幫她準備的生日禮物，感動了一美，一美打長途電話告訴她「禮物收到了」，並開口叫她一聲媽。 |
| 王 香        |                     | 對孫家阿公仙人跳的人。 |
| 順 仔        | 黃炳輝 王子華(幼年) | 陳秀好的大弟。 |
| 平 仔        |                     | 陳秀好的二弟。 |
| 卜卦師       | 趙正平              | 郝爸介紹給孫媽的算命師，算出一美考不上大學。 |

## 主題曲、插曲
《光陰的故事》的配樂多為校園民歌，以下是該劇使用的全部歌曲的清單。
| 歌曲名稱       | 演唱者               | 作詞者 | 作曲者     | 備 註              |
| 光陰的故事     | 羅大佑               | 羅大佑 | 羅大佑     | 片頭曲             |
| 回到過去       | 張震嶽、林芯儀       | 張震嶽 | 張震嶽     | 片尾曲             |
| 龍的傳人       | 李建復               | 侯德健 | 侯德健     |                    |
| 忘了我是誰     | 王海玲               | 李 敖  | 許瀚君     |                    |
| 小茉莉         | 包美聖               | 邱 晨  | 邱 晨      |                    |
| 浮生千山路     | 潘越雲               | 陳幸蕙 | 陳志遠     |                    |
| 讓我們看雲去   | 陳明韶               | 鍾麗莉 | 黃大城     |                    |
| 為何夢見他     | 金智娟（丘丘合唱團） | 邱 晨  | 邱 晨      |                    |
| 河堤上的傻瓜   | 金智娟（丘丘合唱團） | 邱 晨  | 邱 晨      |                    |
| 亞細亞的孤兒   | 羅大佑               | 羅大佑 | 羅大佑     |                    |
| 戀曲1990       | 羅大佑               | 羅大佑 | 羅大佑     |                    |
| 小草           | 王夢麟               | 林建助 | 陳輝雄     |                    |
|                | 張碧珠               | 丁菱娟 | 倪玲玲     |                    |
| 守著陽光守著你 | 潘越雲               | 謝材俊 | 李壽全     |                    |
| 天天天藍       | 潘越雲               | 卓以玉 | 陳立鷗     |                    |
| 秋蟬           | 楊芳儀、許曉菁       | 李子恆 | 李子恆     |                    |
| 老師，斯卡也答 | 楊芳儀               | 小 野  | 陳雲山     |                    |
| 你的樣子       | 羅大佑               | 羅大佑 | 羅大佑     |                    |
| 守住這一片陽光 | 林佳蓉、許淑娟       | 高慧娟 | 高慧娟     |                    |
| 鴨子           | 蘇慧倫               | 許常德 | Ju Ju Club | 永安和多美時代的歌 |

## 電視原聲帶
《光陰的故事》電視原聲帶是由Guts(Rock Record)發行，台灣地區於2008年12月19日發行。
| 曲目 | 歌曲名稱                                                      | 演唱者                                    | 作詞者                            | 作曲者                             | 歌曲長度 | 備註             |
| 1    | 光陰的獨白 (OS)                                               | 王偉忠                                    | 王偉忠                            | 羅大佑                             | 00:41    |                  |
| 2    | 光陰的故事 (片頭曲)                                           | 羅大佑                                    | 羅大佑                            | 羅大佑                             | 03:28    |                  |
| 3    | 回到過去 (片尾曲)                                             | 張震嶽/林芯儀                             | 張震嶽                            | 張震嶽                             | 04:18    |                  |
| 4    | 小草之歌                                                      | Monkey Pilot                              | 林建助                            | 陳輝雄                             | 03:55    | 改編自《小草》   |
| 5    | 守著陽光守著你 (星光歲月)                                     | 星光四班14強                              | 謝材俊                            | 李壽全                             | 05:01    |                  |
| 6    | 來去拼宵夜                                                    | 神秘失控人聲樂團                          | 丁洪陶 柯子正 林進成              | 林進成                             | 03:25    | 改編自《拼宵夜》 |
| 7    | 光陰的故事 (流水光陰版)                                       |                                           |                                   |                                    | 03:28    |                  |
| 8    | 回到過去 (悠淡哀傷版)                                         |                                           |                                   |                                    | 04:19    |                  |
| 9    | 小草之歌 (硬派進行曲)                                         |                                           |                                   |                                    | 03:54    |                  |
| 10   | 來去拼宵夜 (酒酣耳樂版)                                       |                                           |                                   |                                    | 03:25    |                  |
| 11   | 守著陽光守著你 (星光溫情版)                                   |                                           |                                   |                                    | 05:01    |                  |
| 12   | 留聲點唱機： 浮生千山路 戀曲1990 忘了我是誰 秋蟬 讓我們看雲去 | 潘越雲 羅大佑 王海玲 楊芳儀/徐曉菁 陳明韶 | 陳幸蕙 羅大佑 李 敖 李子恆 鐘麗莉 | 陳志遠 羅大佑 許翰君 李子恆 黃大城 | 07:52    |                  |
| 13   | 小草之歌 (樂火不滅版)                                         | 王夢麟/Monkey Pilot                       | 林建助                            | 陳輝雄                             | 04:22    |                  |
| 14   | 來去拼宵夜 (人聲二胡版)                                       | 神秘失控人聲樂團                          | 丁洪陶 柯子正 林進成              | 林進成                             | 03:25    |                  |
| 15   | 回到過去 (孤單音樂盒)                                         |                                           |                                   |                                    | 02:05    |                  |
| 16   | 浮生千山路                                                    | 潘越雲                                    | 陳幸蕙                            | 陳志遠                             | 04:26    |                  |
| 17   | 戀曲1990                                                      | 羅大佑                                    | 羅大佑                            | 羅大佑                             | 05:22    |                  |
| 18   | 河堤上的傻瓜                                                  | 丘丘合唱團                                | 邱 晨                             | 邱 晨                              | 02:38    |                  |
| 19   | 忘了我是誰                                                    | 王海玲                                    | 李 敖                             | 許瀚君                             | 03:44    |                  |
| 20   | 留一盞燈                                                      | 潘越雲                                    | 楊立德                            | 邰肇玫                             | 03:21    |                  |
| 21   | 為何夢見他                                                    | 丘丘合唱團                                | 邱 晨                             | 邱 晨                              | 03:41    |                  |
| 22   | 給你                                                          | 張碧珠                                    | 丁菱娟                            | 倪玲玲                             | 02:52    |                  |
| 23   | 小茉莉                                                        | 包美聖                                    | 邱 晨                             | 邱 晨                              | 02:43    |                  |
| 24   | 秋蟬                                                          | 楊芳儀/徐曉菁                             | 李子恆                            | 李子恆                             | 03:42    |                  |
| 25   | 北風                                                          | 劉藍溪/吳明華/譚荃中                      | 林威德                            | 林威德                             | 03:13    |                  |
| 26   | 漁唱                                                          | 黃大城                                    | 靳鐵章                            | 靳鐵章                             | 02:44    |                  |
| 27   | 妳的樣子                                                      | 羅大佑                                    | 羅大佑                            | 羅大佑                             | 03:30    |                  |
| 28   | 龍的傳人                                                      | 李建復                                    | 侯德健                            | 侯德健                             | 03:28    |                  |
| 29   | 天天天藍                                                      | 潘越雲                                    | 卓以玉                            | 陳立鷗                             | 03:35    |                  |
| 30   | 讓我請你跳支舞                                                | 崔苔菁                                    | 吉普（夏宇）                      | 葉 旋                              | 04:53    |                  |
| 31   | 如果真有來生                                                  | 江明學                                    | 江明學                            | 江明學                             | 04:05    |                  |
| 32   | 未來的主人翁                                                  | 羅大佑                                    | 羅大佑                            | 羅大佑                             | 07:32    |                  |
| 33   | 大寶入伍記                                                    | 陸曉丹                                    | 李宗盛                            | 李宗盛                             | 03:17    |                  |
| 34   | 讓我們看雲去                                                  | 陳明韶                                    | 鍾麗莉                            | 黃大城                             | 02:36    |                  |

## 收視率
| 集數       | 中視首播日期    | 平均收視率 | 最高分段收視率 |
| ---------- | --------------- | ---------- | -------------- |
| 1          | 2008年 11月10日 | 2.47       | 2.70           |
| 2          | 11月11日        | 2.34       | 2.54           |
| 3          | 11月12日        | 2.57       | 2.66           |
| 4          | 11月13日        | 2.48       | 2.65           |
| 5          | 11月17日        | 2.42       | 2.43           |
| 6          | 11月18日        | 2.40       | 2.59           |
| 7          | 11月19日        | 2.71       | 2.80           |
| 8          | 11月20日        | 2.72       | 2.93           |
| 9          | 11月24日        | 2.51       | 2.56           |
| 10         | 11月25日        | 2.61       | 2.67           |
| 11         | 11月26日        | 2.80       | 3.02           |
| 12         | 11月27日        | 2.74       | 2.79           |
| 13         | 12月1日         | 2.55       | 2.55           |
| 14         | 12月2日         | 2.50       | 2.56           |
| 15         | 12月3日         | 2.49       | 2.60           |
| 16         | 12月4日         | 2.69       | 2.94           |
| 17         | 12月8日         | 2.71       | 2.87           |
| 18         | 12月9日         | 2.56       | 2.62           |
| 19         | 12月10日        | 2.73       | 2.75           |
| 20         | 12月11日        | 2.40       | 2.42           |
| 21         | 12月15日        | 2.67       | 2.76           |
| 22         | 12月16日        | 3.16       | 3.43           |
| 23         | 12月17日        | 3.01       | 3.17           |
| 24         | 12月18日        | 2.70       | 2.80           |
| 25         | 12月22日        | 3.27       | 3.73           |
| 26         | 12月23日        | 2.91       | 3.12           |
| 27         | 12月24日        | 3.23       | 3.52           |
| 28         | 12月25日        | 3.08       | 3.37           |
| 29         | 12月29日        | 2.81       | 3.04           |
| 30         | 12月30日        | 2.78       | 3.32           |
| 31         | 12月31日        | 2.85       | 3.47           |
| 32         | 2009年 1月1日   | 3.54       | 3.87           |
| 33         | 1月5日          | 3.34       | 3.57           |
| 34         | 1月6日          | 3.19       | 3.58           |
| 35         | 1月7日          | 3.15       | 3.83           |
| 36         | 1月8日          | 3.38       | 3.75           |
| 37         | 1月12日         | 3.50       | 3.76           |
| 38         | 1月13日         | 3.38       | 3.88           |
| 39         | 1月14日         | 3.88       | 4.26           |
| 40         | 1月15日         | 3.64       | 3.98           |
| 41         | 1月19日         | 3.61       | 4.08           |
| 42         | 1月20日         | 3.75       | 4.30           |
| 43         | 1月21日         | 3.78       | 4.03           |
| 44         | 1月22日         | 3.35       | 3.66           |
| 45         | 2月2日          | 3.74       | 4.25           |
| 46         | 2月3日          | 4.03       | 4.45           |
| 47         | 2月4日          | 3.95       | 4.27           |
| 48         | 2月5日          | 4.36       | 4.84           |
| 49         | 2月9日          | 3.93       | 4.26           |
| 50         | 2月10日         | 4.66       | 5.14           |
| 51         | 2月11日         | 4.80       | 5.42           |
| 52         | 2月12日         | 5.34       | 6.01           |
| 53         | 2月16日         | 6.05       | 7.75           |
| 54         | 2月17日         | 6.75       | 8.24           |
| 平均收視率 | 平均收視率      | 3.27       | 3.60           |

## 獎項
| 年度   | 大獎         | 獎項             | 入圍者                                                         | 結果 |
| ------ | ------------ | ---------------- | -------------------------------------------------------------- | ---- |
| 2009年 | 第44屆金鐘獎 | 戲劇節目女主角獎 | 陳怡蓉                                                         | 入圍 |
| 2009年 | 第44屆金鐘獎 | 戲劇節目男配角獎 | 樊光耀                                                         | 入圍 |
| 2009年 | 第44屆金鐘獎 | 戲劇節目女配角獎 | 黃嘉千                                                         | 獲獎 |
| 2009年 | 第44屆金鐘獎 | 戲劇節目編劇獎   | 徐譽庭、陳秋茹、杜政哲、毛訓容、吳怡然、何曜先、莊心輔、溫郁芳 | 入圍 |

## 大事記

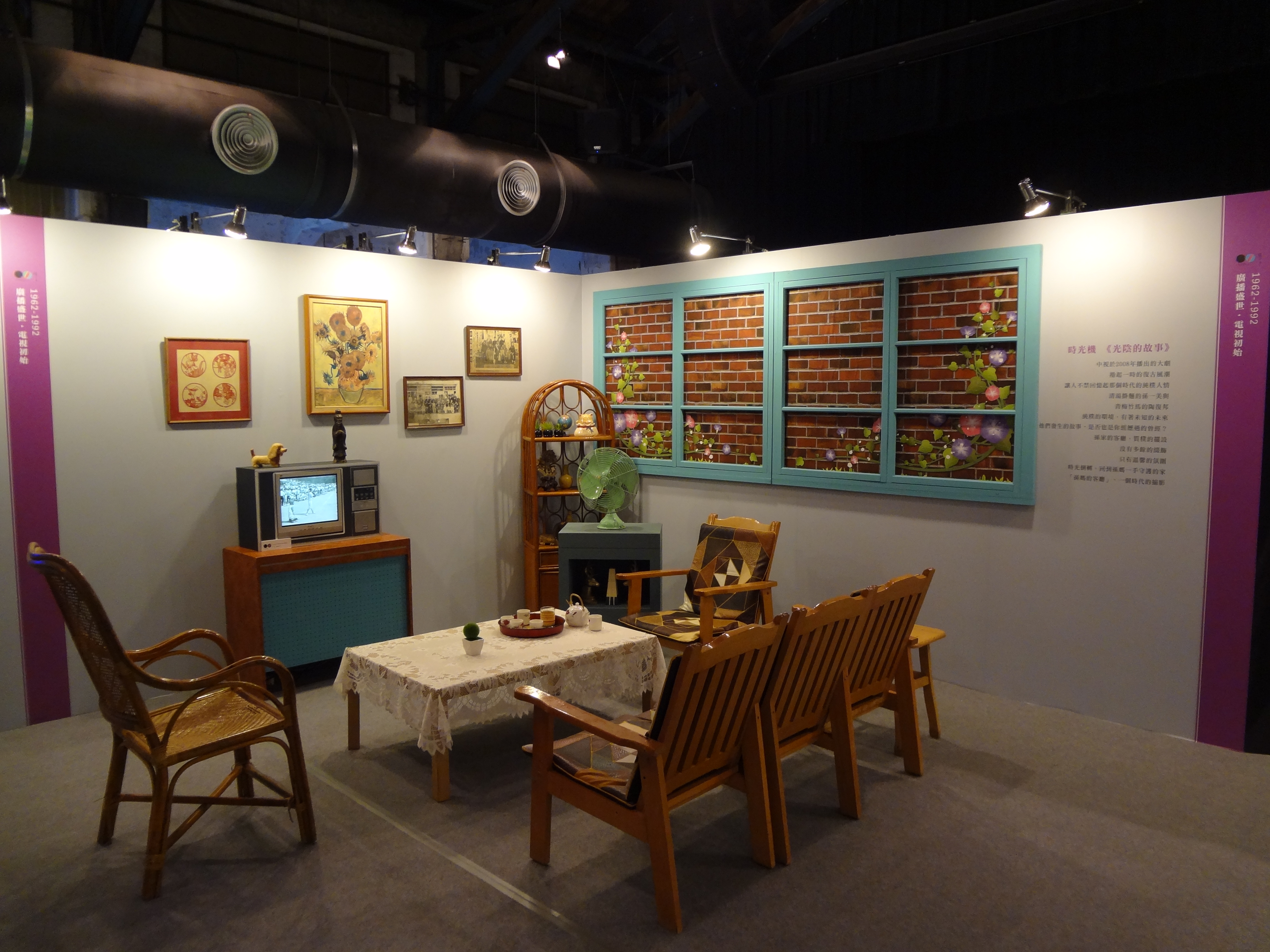
「金鐘五十．響 特別展」展示的《光陰的故事》孫家客廳場景

- 2008年12月17日，中視慶祝《光陰的故事》收視率高昇；同日，夏克立加入《光陰的故事》，扮演汪茜茜的西洋丈夫Paul，他參演前與其妻黃嘉千訂立「三不」：他與扮演汪茜茜的賴雅妍，不牽手、不接吻、不能四目對望。[2]
- 2009年2月16日，《光陰的故事》登上AC尼尔森八點檔收視率調查第一名，收視率為6.05%，擠下久居同時段收視率前兩名的民視無線台《娘家》與三立台灣台《真情滿天下》。[3]
- 2009年6月10日，《光陰的故事》二部曲《閃亮的日子》準備開拍，《閃亮的日子》四位女主角白歆惠、戴君竹、Linda（廖珮伶）、李佳豫以1980年代造型亮相。《閃亮的日子》的時代背景將設定在1950年代至1980年代，同樣由王偉忠主導；但製作人改為陳慧玲，導演改為周曉鵬。[4]
- 2009年6月12日，台灣魄力資訊取得中視文化公司授權發行《光陰的故事》DVD-Video版，全套14片（含幕後花絮），分為107集，每集長度約45分鐘。
- 2009年7月13日，中視證實，《閃亮的日子》性質與《光陰的故事》雷同，將以「邊拍邊播」方式製播，亦由王偉忠製作，但並非《光陰的故事》續集，因此演員名單不與《光陰的故事》相同。[5]
- 2009年7月20日，《光陰的故事》小說版由時周文化出版。
- 2010年8月31日，行政院新聞局公布〈99年度電視節目行銷海外地區公開播送獎勵名單〉，《光陰的故事》獲得連續劇類特優獎，獎金新台幣70萬元。[6]
- 2015年第50屆金鐘獎在松山文創園區舉辦的展覽「金鐘五十．響 特別展」，展示《光陰的故事》孫家客廳場景。

## 小知識
- 《光陰的故事》置入了中視的一些著名節目，包括第一部連續劇《晶晶》、九點檔單元劇《一加一不等於二》、八點檔連續劇《一代公主》、才藝競賽節目《六燈獎》等。《晶晶》與《一加一不等於二》是以直接播放錄影帶的方式來重現。[7]
- 自強一村的取景地點是桃園縣龜山鄉憲光二村，鬼洞的取景地點是基隆市大武崙，三根大煙囪的取景地點（馮媽「等船」的地點）是基隆市白米甕砲台。
- 馮拍雄拱汪軍豪代表全村參加《六燈獎》時，唱「你曾告訴我，我是你唯一的愛」，出自黃仲崑與楊林合唱的國語歌曲〈故事的真相〉（陳彼得作詞作曲）。
- 在第21集中，《六燈獎》是以戲劇模擬的方式來呈現，這樣才能讓朱媽媽、朱磊與朱虹出現在《六燈獎》錄影現場中。《六燈獎》的節目名稱圖卡並未出現在《六燈獎》開播前，而是出現於中視大樂隊開始演奏《六燈獎》片頭曲之前。
- 在第21集中，《六燈獎》錄影現場的中視大樂隊座位擋板，是使用1985年《六燈獎》使用過的同款擋板[8]。
- 在第21集中，《六燈獎》片頭直接使用張淑娟、江艾倫主持期間的原版工作人員表與片頭曲，但是工作人員表並非一鏡到底，只有顯示下列內容：

|  | 六燈獎 製作人：周宜新 編審：蔣彭成 主持人：張淑娟、江艾倫 技術指導：黃雁國 |

- 在第36集中，馮媽寫給馮爸的詞，是蘇軾《水調歌頭》【丙辰中秋，歡飲達旦，大醉，作此篇，兼懷子由】。
- 在第33集中，為了讓陶爸跳脫「害陶復華住進療養院」的自責，陶復邦與馮拍雄唱〈你說過〉（洪小喬作詞作曲，黃仲崑主唱）讓陶爸開心。
- 許毅源和孫一美結婚後，許母到山上禮佛誦經。飾演許母的桑妮，曾經在2001年3月13日在中台禪寺出家，2002年11月15日還俗。[9]

## 劇中場景之時代差異
- 整部劇中，經常出現不屬於那個年代的語言。當時未有「超〇〇的」（「很〇〇」之意）、「海扁」（「強力毆打」之意）、「…的說」等說法，也尚未用「閃」來表示「離開」。「是喔」這種回應方式（半國語、半台語，表示不以為然）也尚不普遍。
- 橫向標語不由左向右書寫：蔣中正政府時代由左向右書寫屬犯大忌，表示書寫者是「左派份子」。
- 「自強一村」牆上的「復興中華文化」、「毋忘在莒」、「工業報國」等宣傳標語，陶家麵攤的菜單，陶家麵館與郝記雜貨店的招牌，所使用字體皆經由電腦刻字而成，而非當代以毛筆手寫的楷書體。「毋忘在莒」橫式標語在當時應該都是從右到左。
- 劇中所使用的抽取式衛生紙與平版衛生紙皆為大潤發自有品牌衛生紙，不合劇中時代背景（大潤發成立於1996年）。
- 郝記雜貨店所懸掛的「台灣省菸酒公賣局菸酒零售商」鐵牌是1990年代的長方形鐵牌（也是最後一版鐵牌），而非1980年代（含）以前使用的圓形鐵牌。

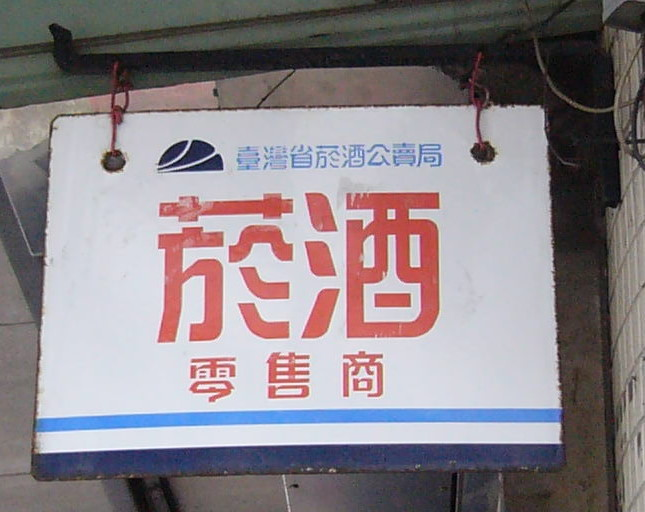
1990年代的台灣省菸酒公賣局菸酒零售商鐵牌

- 1981年（民國70年），孫一美等人就讀啟英高中普通科；但當時啟英高中尚未成立普通科，也還未從高職改制為高中。
- 籃球場地板材質是1970年代晚期開始普及的PU，而1950至1970年代常用水泥。
- 陶爸經常穿著的陸軍新式內衣，也就是陸軍迷彩內衣，是1990年代的產物；陸軍舊式內衣是草綠色，並在左胸上直排印著黑色楷書體「陸軍」兩字。
- 空軍官校學生制服的「領章」，左領別「空軍官校」，右領別「學生」。為免複製校服之疑慮，陶復邦的空軍官校學生制服上，兩個領章的位置相反。
- 陶復邦的空軍官校學生制服上，兵籍名牌為新式（僅見姓名）而非舊式（姓名在上，兵籍號碼在下）。兵籍名牌應該別在右胸口袋鈕釦上，切齊車縫線；陶復邦的兵籍名牌別在車縫線之上。
- 陶爸與陶媽去婦產科診所，遇見張媽，背景可見清心福全冷飲站的加盟店（清心福全冷飲站總部創立於1987年）。
- 汪奶奶在公車站等公車，一輛本田CR-V開過去；本田CR-V是本田技研工業於1996年推出的運動型多用途車（SUV）。
- 許毅源去尋找孫一美時，馬路旁的建築風格屬1990年代晚期；馬路旁有2000年代「小綠人」LED紅綠燈，馬路上有「公車專用停車格」與2004年開始推廣的「機車等待區」圖示。
- 高中、高職、五專未設有「總教官」一職，正確的職稱為「主任教官」；主任教官軍階為中校，非少校。
- 第一集中，孫爸駕駛的吉普車車型錯誤：劇中出現的是M151A2，國軍配發M151A2應於1950年代末，當年應該是使用威力斯(Williys MB)或是福特GPW。
- 在第3集中，孫一美房間的櫃子上放著趴趴熊（たれぱんだ），日本San-X出品的此漫畫角色相關產品乃2003年以後所出品。
- 在第4集中，劉敏蕙與同學正在談論中視八點檔連續劇《一代公主》。《一代公主》首播年份是1986年。而後來的劇情提到大學聯考，時間點是在1983年。
- 在第5集中，許毅源載汪茜茜前往學校的路上出現萬瑞快速道路的指示牌，該快速道路於2007年才通車。
- 在第9集中，孫媽看到陶復華沒去上學時，背景是中華電信藍色按鍵式多媒體公用電話機。此種公用電話機是2000年代的產物，應為圓形撥盤式電話機。
- 在第9集中，許毅源打電話給汪茜茜時，背景有LED跑馬燈看板，且不同分鏡中的公用電話機投幣孔型式不符。
- 在第9集中，客運站的站牌型式與客運公司名稱皆有問題：「大有客運」應為「大有巴士」；台汽客運在1980年代時一般標示為「台灣客運」，且採用的應是第一代logo。
- 在第12集中，孫一美與馮拍雄討論分手的事時，陶復邦去倒垃圾，陶復邦手提裝滿了垃圾的塑膠袋。當時倒垃圾的方式是，直接提起垃圾桶，把桶內的垃圾倒進垃圾車。
- 在第13集中，陶復邦打電話給汪茜茜時，使用的電話是白米甕砲台上的中華電信藍色按鍵式多媒體公用電話，應為撥盤式電話機。
- 在第13集中，孫家外公與阿香在賓館門口時，白底綠字的門牌是1990年代台北市的產物，應為藍底白字。
- 在第16集中，孫一美在籃球場勸退許毅源時，引用瓊瑤小說《海鷗飛處》，叫許毅源「不要當《海鷗飛處》的朱詩堯」。其中「朱詩堯」（瓊瑤小說《在水一方》男主角）為「歐世澈」（《海鷗飛處》男主角）之誤。另外，孫家的《瓊瑤全集》是1993年版，與劇中設定的年份不符。
- 在第21集中，《六燈獎》節目名稱圖卡的旁白，並非當時中視節目名稱圖卡旁白固定格式「請觀賞：《六燈獎》」，而是「接下來請收看今天的《六燈獎》」。而原本應有「本節目是由統一企業獨家贊助播出」的旁白與靜態字卡，沒有出現（應《光陰的故事》製作單位考慮到不可有置入性行銷等節目廣告化內容而省略）。
- 在第21集中，《六燈獎》錄影現場的燈光偏暗，不夠明亮。
- 第30集的火車站場景是在臺北鐵路地下化專案前的臨時松山車站南站房拍攝的，該建物於2003年才完工啟用。此外，陶復邦離去時走向的是拍攝當時即已因鐵路地下化一期工程完工而封閉的舊剪票口。
- 第6、31等集數中的摩托車車牌缺少地域標示（應標示「台北市」），車牌數字字型亦不正確。此外，該型牌照於1984年11月才開始換發。
- 第31集的路邊場景有2000年代中、末期才出廠的公車。
- 在第43集中，孫媽教導孫一美切肉，切肉的方式是順絲切（使刀鋒與紋路平行）。正確的切肉法是逆絲切（使刀鋒與紋路垂直），把肉的紋路切短，破壞肉的結締組織，煮好的肉才不會又硬又澀。
- 在第46集中，孫一美說要剪林鳳嬌的髮型，看林鳳嬌的電影。該段所設定之年份為1984年，而林鳳嬌則於1982年即宣布退隱。
- 在第46集中，汪茜茜飛往加拿大，所設定之年份為1984年，鏡頭拍的是長榮航空的民航機。長榮航空成立的時間為1989年3月，長榮航空開航的時間為1991年7月1日。
- 在第48集中，孫媽帶孫一美到台北圓山大飯店前廣場與生母阿芬見面，背景可看到1995年之後通車的汐止五股高架橋。
- 第51集，許毅源與孫一美結婚之年份最晚應為1988年左右，禮車的車牌卻是1992年才開始換發的新式牌照，且該牌照編號(5N-7656)應為2000年代間發出。
- 在第54集中，時間點是1997年左右，出現了2000年代才出現的液晶電視與超薄手機。
- 陶復邦就讀空軍官校時，放假回家穿著的軍服為軍便服。而當時軍校學生放假時，皆穿著軍常服、戴大盤帽，且不會背著那麼大的帆布袋，而是提著當時各校規定的手提袋。

## 外部連結
- 中視《光陰的故事》官方網站 （页面存档备份，存于）
- 《光陰的故事》片頭 （页面存档备份，存于）（摘自YouTube中視官方頻道）
- 互联网电影数据库（IMDb）上《光陰的故事》的资料（英文）

| 中視 星期一至四20:00-22:00 | 中視 星期一至四20:00-22:00              | 中視 星期一至四20:00-22:00            |
| --- | --------------------------------------- | ------------------------------------- |
| | 光陰的故事 （2008.11.10 － 2009.02.17） |                                       |
| 六個孩子 （2008.06.03 － 2008.09.04） 牽牛花開的日子 （2008.09.08 － 2008.10.30） 牽牛花開的日子電視電影版 （2008.11.03 － 2008.11.06） | 請問芳名 （2009.02.17 － 2009.03.12）   |                                       |
| 中天綜合台 星期一至五20:00-21:00 |                                         |                                       |
| 牽牛花開的日子 電視電影版 （2009.01.21 － 2009.01.30）                                                                                  | 光陰的故事 （2009.02.02 － ？）         | —                                     |
| 新加坡 新傳媒電視八頻道 星期一至五16:30-17:30                                                                                           |                                         |                                       |
| 神機妙算劉伯溫 （2010.07.26 － 2010.10.21，只播到第二單元）                                                                             | 光陰的故事 （2010.10.22 － 2011.03.24） | 真情满天下 (2011.03.25 － 2012.07.31) |
| 公共電視台 星期一至五08:30-09:30 |                                         |                                       |
| 再見，忠貞二村 （2011.10.27 － 2011.11.23）                                                                                             | 光陰的故事 （2011.11.24 － 2012.04.23） | -                                     |

| 臺灣 八大第一台 週一至週五 20:00 - 22:00 · 8/12 (21:00 - 22:00) | 臺灣 八大第一台 週一至週五 20:00 - 22:00 · 8/12 (21:00 - 22:00) | 臺灣 八大第一台 週一至週五 20:00 - 22:00 · 8/12 (21:00 - 22:00) |
| --------------------------------------------------------------- | --------------------------------------------------------------- | --------------------------------------------------------------- |
|                                                                 | 光陰的故事 （2015.08.12 - 2015.10.21）                          |                                                                 |
| 神探狄仁傑 （8/12 20:00 - 21:00） （2015.06.17 - 2015.08.12）   | 產科男醫生 (20:00-22:00) （2015.10.22 - 2015.11.13）            |                                                                 |